# Jacquemontia caudata
Jacquemontia caudata là một loài thực vật có hoa trong họ Bìm bìm. Loài này được Helwig mô tả khoa học đầu tiên năm 1927.